# Bibygül Tölegenowa
Bibygül Achmetkyzy Tölegenowa (kaz. Бибігүл Ахметқызы Төлегенова, ur. 16 grudnia 1929 w Semipałatyńsku) – radziecka i kazachstańska śpiewaczka operowa, Ludowa Artystka ZSRR (1967).

## Życiorys
Urodziła się w muzykalnej rodzinie. W 1937 podczas wielkiego terroru jej ojciec został aresztowany i ślad po nim zaginął. Podczas nauki w siódmej klasie zaczęła pracować jako mechanik kinowy w klubie robotników kombinatu mięsnego. Później pracowała w kombinacie mięsnym, jednocześnie śpiewając w amatorskim kółku artystycznym. Podczas wojny ZSRR z Niemcami poznała ewakuowaną do Semipałatyńska pisarkę Galinę Sieriebriakową, która zaopiekowała się nią i udzieliła jej pierwszych lekcji muzyki, a później przekonała do wstąpienia do konserwatorium w Ałma-Acie. Gdy była studentką, w 1951 została zaangażowana jako solistka kazachstańskiego radia. W 1954 wraz ze swoim pedagogiem, N. Samysziną, pojechała na wszechzwiązkową konferencję wokalistyki do Leningradu, gdzie odniosła sukces jako śpiewaczka. W 1954 ukończyła konserwatorium i weszła w skład trupy teatru opery i baletu w Ałma-Acie, a dwa lata później zaczęła występować w składzie ludowej orkiestry (do 1971). Wraz z orkiestrą objechała wszystkie obwody Kazachskiej SRR, występowała również w innych częściach ZSRR. W 1958 została laureatką wszechzwiązkowego konkursu artystów estrady. W 1971 została solistką Kazachskiego Państwowego Teatru Akademickiego Opery i Baletu im. Abaja. Jako sopran liryczny i koloraturowy wykonywała m.in. partie Rozyny w Cyruliku sewilskim Rossiniego, Śnieżki ze Śnieżki Rimskiego-Korsakowa, Violetty z Traviaty i Gildy z Rigoletta Verdiego, Kyz-Żybek w Kyz Żybek Brusiłowskiego i inne. Występowała gościnnie za granicą. W 1980 została prowadzącą klasy wokalu w Kazachskim Konserwatorium Narodowym im. Kurmangazy, w którym w 1982 została profesorem. W 1959 została ludową artystką Kazachskiej SRR, a 6 czerwca 1967 otrzymała tytuł Ludowego Artysty ZSRR. 21 grudnia 1991 została ostatnią osobą w historii nagrodzoną tytułem Bohatera Pracy Socjalistycznej. Od 1968 do 1982 była deputowaną do Rady Najwyższej Kazachskiej SRR. W 1999 otrzymała honorowe obywatelstwo Astany, a w 2012 Ałma-Aty. Od 2011 posiada również honorowe obywatelstwo obwodu wschodniokazachstańskiego. Była kierownikiem artystycznym i przewodniczącą jury międzynarodowego konkursu wokalistów swojego imienia w 2001, 2004, 2007, 2010, 2011, 2012, 2014, 2016 i 2017.

## Odznaczenia
- Medal Sierp i Młot Bohatera Pracy Socjalistycznej (21 grudnia 1991)
- Order Lenina (dwukrotnie, 23 marca 1976 i 21 grudnia 1991)
- Order Czerwonego Sztandaru Pracy (3 stycznia 1959)
- Nagroda Państwowa ZSRR (1970)
- Order Ojczyzny (2000)

I medale.